# Amphitryon (Molière)
Amphitryon (in italiano "Anfitrione") è una commedia in un prologo e tre atti, in versi, scritta da Molière sul finire del 1667. Basata sulla mitologia greca, la vicenda si rifà ampiamente all'omonima "tragicommedia" latina di Tito Maccio Plauto, composta nel III secolo a.C.
La prima rappresentazione dell'opera si tenne a Parigi, al Palais-Royal, il venerdì 13 gennaio 1668, ma tre giorni dopo, il lunedì 16 gennaio, la pièce fu riproposta alle Tuileries davanti allo stesso re Luigi XIV. Il successo fu immediato: dal 13 gennaio alla Pasqua successiva (1º aprile 1668) l'Amphitryon fu messo in scena ben ventinove volte con Molière, che aveva allora 46 anni, nei panni di Sosia (e ovviamente di Mercurio).
Intorno alla commedia aleggiò per un certo periodo il sentore dello scandalo perché alcuni critici ritennero che sotto il personaggio di Giove si celasse lo stesso re Luigi XIV e che in tal modo Molière intendesse criticare gli intrighi amorosi del Re Sole. È invece certo che proprio da una battuta di questa commedia - per cui il vero Anfitrione è quello "presso cui si cena" - il nome appunto di Anfitrione è poi passato nel tempo a indicare genericamente "il padrone di casa", "il signore dei conviti". Al contrario, il significato generico di Sosia come "persona identica a un'altra" vien fatto risalire al già citato Amphitruo di Plauto.
La prima traduzione in lingua italiana dell'Amphitryon di Molière è del lucchese Nicolò Castelli, allora segretario dell'elettore di Brandeburgo, che la pubblicò a proprie spese nel 1697 a Lipsia, presso il tipografo editore Johann Ludwig Gleditsch, nel secondo dei 4 volumi contenenti le Opere di Molière. La stessa traduzione del Castelli sarà ripubblicata nel 1739, sempre insieme alle altre Opere di Molière, questa volta nel quarto degli 8 volumi di cui sono composte.

## Trama
Dopo la notte di nozze con la splendida Alcmena, Anfitrione deve lasciare Tebe per partecipare alla guerra. Giove, attratto dalla bellezza di Alcmena, scende allora dall'Olimpo assumendo le fattezze di Anfitrione, accompagnato dall'astuto Mercurio che invece impersona Sosia, il servo di Anfitrione. Giove approfitta dell'assenza del marito legittimo per entrare nel letto della moglie ignara e trascorrere una notte d'amore con lei. L'indomani i veri Anfitrione e Sosia fanno ritorno a Tebe e, dopo una serie di equivoci per loro incomprensibili, alla fine Giove si mostra nel suo aspetto reale e conferma ad Anfitrione la fedeltà della moglie dal momento che lui, Giove, ha dovuto assumere le sembianze di Anfitrione per poterla sedurre. Mentre il marito si placa, onorato di aver avuto per rivale un dio, Giove gli annunzia che Alcmena partorirà un semidio, suo figlio Ercole.